# 김성림 (교육인)
김성림(金性琳, 1898년 5월 10일 ~ 1977년 5월 4일)은 대한민국의 교육인이다. 조천중학교 설립에 중요한 역할을 한 인물로, 약 30년 동안 기성회장직을 역임했다. 특히 재일 교포들과 협력하여 학교 건립 기금을 마련하고, 지역 주민들과 함께 학교를 건설하는 데 헌신적인 노력을 기울였다.

## 생애
- 1898년 5월 10일 - 제주시 조천읍 신촌리 출생
- 1977년 4월 30일 - 향년80세로 서거(逝去)
- 1977년 5월 4일 - 조천중학교 학교장(學校葬)으로 장례엄수

## 가족
- 배우자 : 고희경(高熙敬) (1899~1982)
- 자 : 김경화(金京華) (1942 ~ )
- 손자 : 김영진(金永晋) (1967 ~ )
- 증손자 : 김범규(金凡珪) (1998 ~ )

## 공적
당시 조천중학교 설립은 재일 교포들의 적극적인 지원과 지역 주민들의 협력으로 이루어졌다. 일본 교포들은 학교 건립을 위해 나무가 자라는 산을 매입하여 벌목했고, 이를 운반선에 실어 제주도로 보냈다. 신촌리 청년들은 제주도에 도착한 나무를 학교 예정지까지 운반하는 역할을 맡았다.
김성림은 학교 부지 소나무 밭에 임시 제재소를 설치하여 건축에 필요한 판자를 생산했다. 또한 목수들에게 공임을 지불하며 학교 건축을 감독하는 등 건립 과정 전반을 이끌었다.

## 활동
- 1946년 - 조천중학교 건립 준비, 조천중학교건립기성회 조직 및 회장 취임, 학교부지 선정 및 학교명 확정
- 1947년 - 학교 신축공사 시작(지역민과 재일교포로부터 현물, 토지등 희사품 접수 및 학교현장에 목재제재소 시설, 공사노임계약과 현장감독과 공정 확인등)
- 1948년 - 4.3사건 발생으로 젊은 목수들의 생명 보전을 위해 건축공사 일시 중단
- 1950년 6월 17일 - 조천중학교 설립인가(4년제 8학급)
- 1950년 12월 1일 - 조천중학교 개교
- 1950년대 후반 - 양재학원 개설(농촌여성의 자립등을 위해 조천중학교 현관 2층 교실에 위치)
- 1957년 10월 06일 - 제주도교육회장 표창장 수상 (조천중학교 기성회장으로 시국적, 경제적 난관 극복하며 지역민 규합하여 교사신축 완성 및 학교발전에 진력)
- 1963년 10월 01일 - 북제주군수 감사장 수상 (사심 버리고 향토재건 공적)
- 1964년 10월 - 동경 올림픽 시기 이용 일본으로 자비출장, 재일신촌친목회 교포들에게 희사금 유치 활동 실시
- 1965년 03월 - 신촌리 심정굴착으로 우물공사 기공(재일교포 김정성씨 성금으로 지하수개발, 리민에게 수도공급)
- 1965년 11월 3일 - 조천중학교 기성회에서 송덕비(재일신촌친목회원(本館創建), 재일신촌친목회(本館重修), 신만숙, 이형백(본관서측4교실增築)독지가) 건립
- 1965년 11월 - 김성림 조천중학교기성회장 송덕비 건립(조천중학교총동창회 주관)[4]
- 1965년 12월 01일 - 제주도교육위원회 교육감 최정숙 감사장 수상 (조중 창설이래 기성회장으로 교사중수사업,시설확장,교사증개축,부속건물건축등의 노력과 더욱이 1964년도에는 70노령에 자비로 도일하여 막대한 건축기금 마련등의 감사)
- 1965년 12월 15일 - 제주도농촌진흥청장 감사장 수상 (신촌리농사개량구락부 활동지원 및 회관건립)
- 1967년 10월 06일 - 제주도교육회장 감사장 수상 (기성회장 재임으로 교육발전 공적 다대)
- 1960년대 - 신촌초등학교 울타리 석축쌓기 공사비 모금시행 및 재일교포 이반성씨 성금으로 신촌리서구 향사를 대수선하여 어린이교육시설(신촌어린이집) 개원

## 송덕비

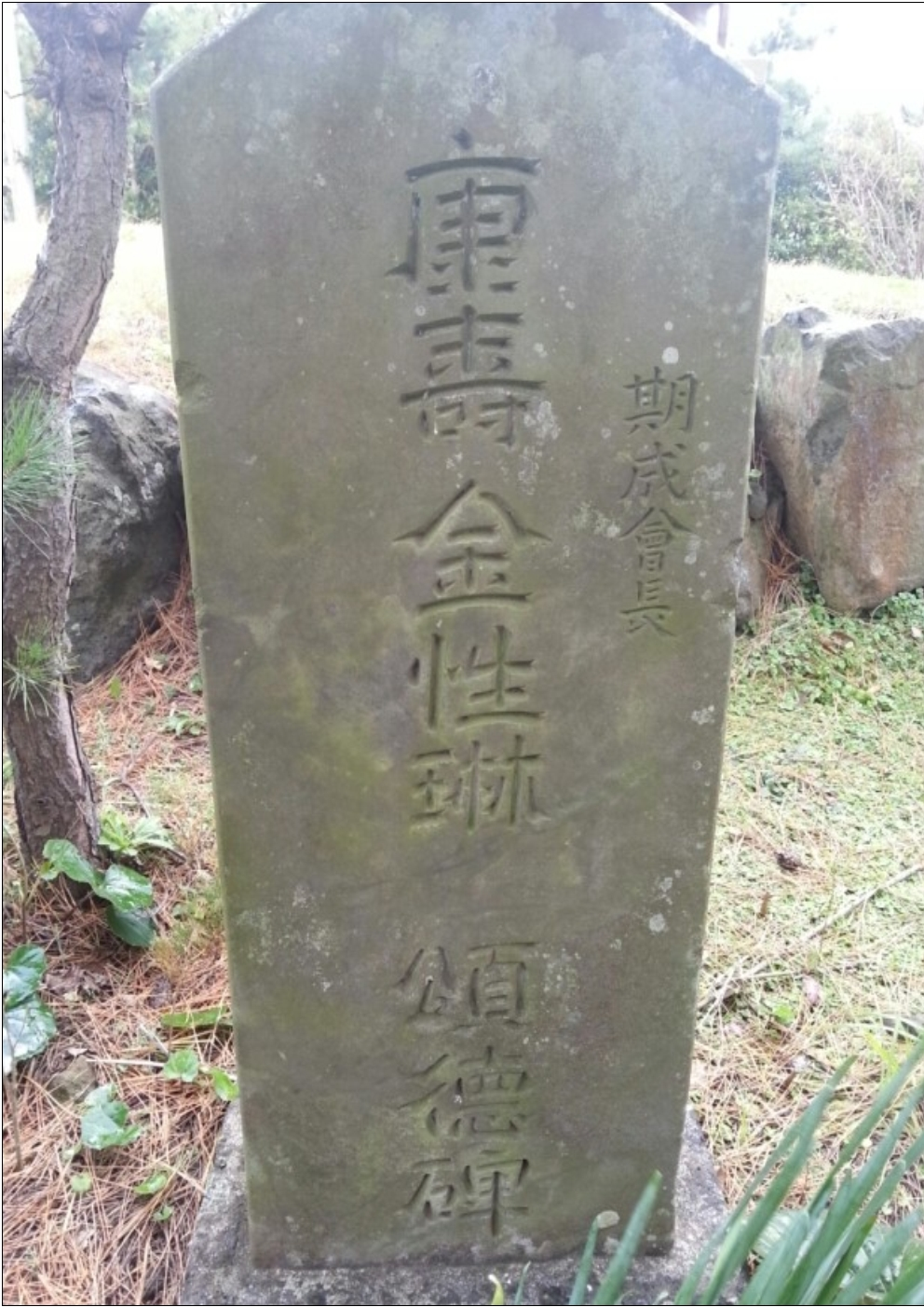
(송덕비 전면) 기성회장 강수 김성림 송덕비
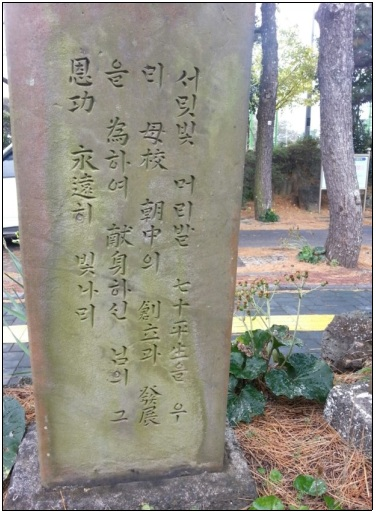
(송덕비 후면) 서릿빛 머리발(흰머리, 늙음을 상징) 70평생을 우리 모교 조중(조천중학교)의 창립과 발전을 위하여 헌신하신 님의 그 은공 영원히 빛나리
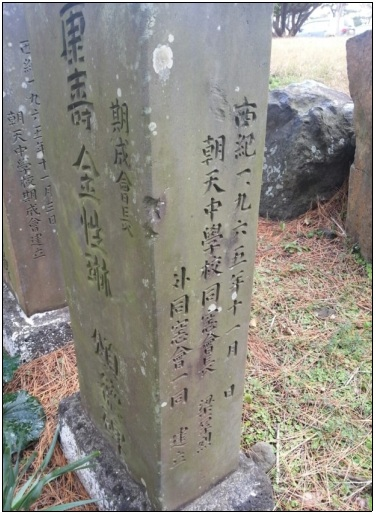
(송덕비 측면) 서기 1965년 11월  일 조천중학교 동창회장 향후렬 외 동창회 일동 건립